# The George Pal Memorial Award
El George Pal Memorial Award és atorgat cada any per l'Academy of Science Fiction, Fantasy and Horror Films,juntament amb la seva cerimònia anual del Premi Saturn. El premi s'atorga a aquells que han mostrat un treball exemplar en els gèneres cinematogràfics respectius. El seu nom en honor a George Pal, un nord-americà animador i productor de cinema d'origen hongarès, principalment associat amb el gènere de la ciència-ficció.
L'últim homenatjat és creatiu de Lucasfilm Dave Filoni el gener de 2024.

## Destinataris
A continuació es mostra una llista dels premiats i l'any de lliurament del premi:

### Dècada de 1970
- C. Dean Anderson (1975)
- Don Fanzo (1975)
- Gloria Swanson (1975)
- Fay Wray (1975)

### Dècada de 1980
- John Badham (1980)
- Nicholas Meyer (1984)
- Douglas Trumbull (1985)
- Charles Band (1986)
- Arnold Leibovit (1987)
- Larry Cohen (1988)
- David Cronenberg (1989)

### Dècada de 1990
- William Friedkin (1991)
- Gene Roddenberry (1992)
- Frank Marshall (1993)
- Wah Chang (1994)
- Gene Warren (1994)
- Stan Winston (1994)
- Robert Zemeckis (1995)
- John Carpenter (1996)
- Kathleen Kennedy (1997)
- Dean Devlin (1998)
- Ray Bradbury (1999)

### Dècada de 2000
- Douglas Wick (2000)
- Sam Raimi (2001)
- Samuel Z. Arkoff (2002)
- Ridley Scott (2004)
- Ray Harryhausen (2006)
- Guillermo del Toro (2008)

### Dècada de 2010
- Alex Kurtzman (2010)
- Roberto Orci (2010)
- Martin Scorsese (2012)
- Gregory Nicotero (2014)[2]
- Simon Kinberg (2015)